# Krzysztof Oloś
Krzysztof Oloś (ur. 4 września 1979 w Warszawie), znany również jako Siegmar – polski muzyk, kompozytor i klawiszowiec. Oloś znany jest przede wszystkim z wstępów w blackmetalowej grupie muzycznej Vesania. Gościnnie wystąpił na albumach grup Vader, Behemoth i Trauma, podczas koncertów wspierał grupę Neolithic. Muzyk posiada domowe studio, w którym realizuje nagrania instrumentów klawiszowych. Podczas koncertów gra na keyboardzie firmy Roland model XP-30.

## Działalność artystyczna
W 2000 roku Oloś dołączył do blackmetalowej grupy Vesania. Na przełomie 2001 i 2002 roku, wraz z grupą jej debiutancki album pt. Firefrost Arcanum. Płyta ukazała się w 2003 roku nakładem Empire Records w Europie oraz Crash Music w USA. W 2005 roku ukazał się drugi album grupy Vesania pt. God the Lux.
Nagrania zrealizowano w lubelskich Hendrix Studios we współpracy z producentem muzycznym  Arkadiuszem "Maltą" Malczewskim. Miksowanie i mastering wykonali Wojciech i Sławomir Wiesławscy. Album został wydany przez Empire Records w Polsce oraz dzięki Napalm Records na świecie. W ramach promocji albumu grupa odbyła szereg tras koncertowych, m.in. God The Black East European Tour 2006 oraz Blitzkrieg IV Tour 2006, gdzie Vesania wystąpiła wraz z grupami: Vader, Trauma i Azarath.
Pod koniec 2007 roku ukazał się kolejny album pt. Distractive Killusions. W Polsce płyta została wydana w styczniu 2008 roku nakładem Mystic Production. Album był promowany  singlem pt. Rage of Reason, który ukazał się nakładem Empire Records. Oloś o realizacji partii instrumentów klawiszowych na albumuie Distractive Killusions: "...wizyta w studio nie jest darmowa, a budżet na powstanie płyty nie zawsze jest na tyle duży, żeby móc sobie pozwolić na komfort bezstresowego nagrywania. To nie są małe pieniądze, a że instrumenty klawiszowe pełnią w VESANIA dość ważną rolę, trzeba im poświęcić sporo czasu i uwagi w momencie nagrywania. Najsensowniejszym wyjściem było więc skompletowanie odpowiedniego sprzętu, oprogramowania i poznanie tajników realizacji dźwięku. Wszystko po to, by móc nagrywać w domu. Korzyści są obustronne."

## Dyskografia
Występy gościnne
- Carnal - Curse This Day (2003, Distributor of Pain)
- Vader - The Art of War (2005, EP, Regain Records)[11][12]
- Vader - Impressions in Blood (2006, Regain Records)[13][14]
- Trauma - Neurotic Mass (2007, Empire Records)
- Vader - V.666 (2008, singel, Empire Records)[15]
- Vader - XXV (2008, Regain Records)[16]
- Behemoth - Evangelion (2009, Nuclear Blast)
- Vader - Welcome to the Morbid Reich (2011, Nuclear Blast)
- Behemoth - The Satanist (2014, Nuclear Blast)
- Vader - Tibi et Igni (2014, Nuclear Blast)